# 祖納地崎
祖納地崎為一位於八重山群島與那國島祖納北方的荒島。全島屬於沖繩縣八重山郡與那國町管轄。

## 概要
位於與那國島北部祖納聚落北方的小島，接近與那國島最大聚落祖納。本島從1975年（昭和50年）開始進行地方港灣祖納港整備工程，2005年（平成17年）完成2,000噸級碼頭工事。這次整備工程伴隨著防波堤側之港灣設備建設，在祖納地崎與祖納之間沖繩縣道217號與那國港線建有波多橋（Nanta橋）來連結兩地。

## 外部連結
- 祖納港 - 沖縄県土木建築部港湾課 （日語）

24°28′20″N 123°00′07″E / 24.472361°N 123.002083°E